# Final Song
Final Song è un singolo della cantante danese MØ, pubblicato il 12 maggio 2016 dalla Sony Music Entertainment e premiato da Annie Mac su BBC Radio 1 nel Regno Unito proprio come il singolo precedente, Kamikaze.

## Il brano
La canzone è stata scritta da Uzoechi Emenike, Noonie Bao e dalla cantante stessa. È stata prodotta dal produttore britannico MNEK, quale ha lavorato per il singolo Never Forget You e per il brano musicale Hold Up tratto dal sesto album in studio, Lemonade, della cantante Beyoncé.
(MØ parlando del testo del brano.)

## Video musicale
Il videoclip ufficiale del brano è stato diretto da Tomas Whitmore e pubblicato il 9 giugno 2016 su Vevo. Il video mostra la cantante che balla e fluttua attraverso il paesaggio arido del Trona Pinnacles e del Lago Mono in California.

## Classifiche
| Classifica (2016)   | Posizione massima |
| ------------------- | ----------------- |
| Australia           | 12                |
| Austria             | 11                |
| Belgio (Fiandre)    | 37                |
| Belgio (Vallonia)   | 18                |
| Canada              | 91                |
| Danimarca           | 4                 |
| Francia             | 131               |
| Germania            | 16                |
| Irlanda             | 7                 |
| Italia              | 38                |
| Norvegia            | 9                 |
| Nuova Zelanda       | 20                |
| Paesi Bassi         | 19                |
| Regno Unito         | 14                |
| Regno Unito (dance) | 7                 |
| Repubblica Ceca     | 29                |
| Scozia              | 8                 |
| Svezia              | 42                |
| Svizzera            | 26                |